# Rodney Soher
Rodney Ewart Soher (* 27. November 1893 in Brighton; † 25. Januar 1983 in Westminster) war ein britischer Bobfahrer und Olympiateilnehmer von 1924.
Gemeinsam mit Ralph Broome, Thomas Arnold und Alexander Richardson gewann Rodney Soher im Bob Großbritannien II Silber bei den I. Olympischen Winterspielen 1924 in Chamonix.